# Semmelrock International
Semmelrock International GmbH és un proveïdor austríac de llambordes, lloses i sistemes de tanques. Els orígens de la companyia es remunten al 1958, quan el fundador, Wolfgang Semmelrock, va establir la seva pròpia fàbrica de paviment a Klagenfurt.
L'empresa va iniciar la seva activitat amb la producció de llambordes, la seva oferta també inclou rajoles per a terrasses i façanes, rajoles de porcellana AirPave, així com elements d’arquitectura de jardins petits i elements d’acabat com a tires i esglaons.
El 1996, el grup Wienerberger va adquirir una participació del 75% a la companyia, al mateix temps que va iniciar la seva expansió al mercat sud-est europeu. Actualment Semmelrock és 100% propietat del grup Wienerberger i opera a 7 països, amb 14 plantes de producció (a Hongria, Eslovàquia, República Txeca, Polònia, Romania, Croàcia i Bulgària) i 5 oficines de venda als mercats d’exportació (a Eslovènia, Sèrbia, Bòsnia i Hercegovina, Montenegro i Macedònia). Dona feina a unes 900 persones.